# The Light in the Dark
Pour plus de détails, voir Fiche technique et Distribution.
The Light in the Dark est un film de procès américain réalisé par Clarence Brown, sorti en 1922.

## Synopsis
Bessie MacGregor est heurtée par la voiture de la riche femme de la société Mme Templeton Orrin, qui emmène Bessie chez elle pendant qu'elle se rétablit. Le frère de Mme Orrin, J. Warburton Ashe, flirte avec Bessie mais quand elle apprend qu'il n'est pas sérieux à son sujet, elle fuit la maison, le cœur brisé et loue une chambre dans une pension avec son dernier dollar. Elle essaie de trouver un emploi sans succès et un jour la propriétaire, Mme Flaherty et un autre pensionnaire, Tony Pantelli  commencent à soigner Bessie. Tony est amoureux de Bessie mais cache ses affections parce qu'il sent qu'elle est trop bien pour lui. Un médecin diagnostique Bessie avec un problème cardiaque et lui dit de rester au lit autant que possible. Ashe, réalisant qu'il s'était trompé dans son traitement de Bessie, n'a aucune idée de l'endroit où elle est allée, alors il part en voyage en Angleterre pour essayer de l'oublier. Au cours d'une expédition de chasse, il trouve un mystérieux calice dans les ruines d'un ancien monastère que les habitants croient être le Saint Graal. Mme Orrin exhorte son frère à rentrer chez lui pour retrouver Bessie, et il ramène le Saint Graal à New York avec lui.
Voyant que Bessie a besoin de soins médicaux, Tony Pantelli tente de collecter des fonds en volant le calice et en le vendant à un prêteur sur gages. La police récupère plus tard le calice lors d'une descente dans la boutique du prêteur sur gages. Très vite, des nouvelles se répandent sur les mystérieux pouvoirs de guérison du calice et la façon dont elle brille dans le noir atteignent les journaux. La police la rend à Ashe, qui la garde chez lui sur une étagère. De son lit de malade, Bessie lit dans un journal qu'Ashe a trouvé le Saint Graal. Après que Bessie ait raconté à Tony la légende du Saint Graal, il vole le calice, cette fois en prévoyant d'utiliser sa magie pour guérir l'insuffisance cardiaque de Bessie. Elle touche la tasse rougeoyante et fait un rétablissement instantané, mais Tony est pris avec les marchandises et traduit en justice pour le vol. Pendant le procès, Bessie et Ashe sont réunis, et quand Ashe a une conversion religieuse en voyant la tasse briller dans la salle d'audience, il refuse de porter plainte contre Tony qui est libéré de garde. Tony quitte le palais de justice le cœur brisé, après avoir vu Bessie et Ashe s'embrasser. Tony a sauvé la vie de Bessie et a réuni les deux amants, mais à la fin de le film, il sort du palais de justice tout seul.
Plus tard, le prêteur sur gages, maintenant à la prison de Sing Sing, avoue que la mystérieuse lueur provenait du radium qu'il avait placé dans le calice.

## Fiche technique
- Titre : The Light in the Dark
- Réalisation : Clarence Brown
- Scénario : Clarence Brown et William Dudley Pelley
- Pays d'origine : États-Unis
- Format : Noir et blanc - 1,33:1 - Film muet
- Durée : 33 minutes
- Date de sortie : 1922

## Distribution
- Hope Hampton : Bessie MacGregor
- E.K. Lincoln : J.Warburton Ashe
- Lon Chaney : Tony Pantelli
- Theresa Maxwell Conover : Mme Templeton Orrin
- Dorothy Walters : Mme Callerty
- Charles Mussett : Détective Braenders
- Edgar Norton : Peters